# Sjednocená letecká korporace
Sjednocená letecká korporace (rusky Объединённая Авиастроительная Корпорация, OAK) je ruská akciová společnost, která je vlastněna převážně státem. Sdružuje společnosti zabývající se konstrukcí, výrobou, prodejem a servisem letounů vyráběných v Rusku.
V roce 2015 byla Sjednocená letecká korporace co do tržeb 14. největší zbrojařskou firmou světa, v samotném Rusku se umístila na 2. místě za koncernem Almaz-Antej, následovaná Ruskými vrtulníky.

## Historie
Společnost byla založena v únoru 2006 prezidentem Putinem v rámci plánu na znovuoživení leteckého průmyslu, který utrpěl značné škody po rozpadu Sovětského svazu.

## Součásti korporace
- Letecký holding Suchoj

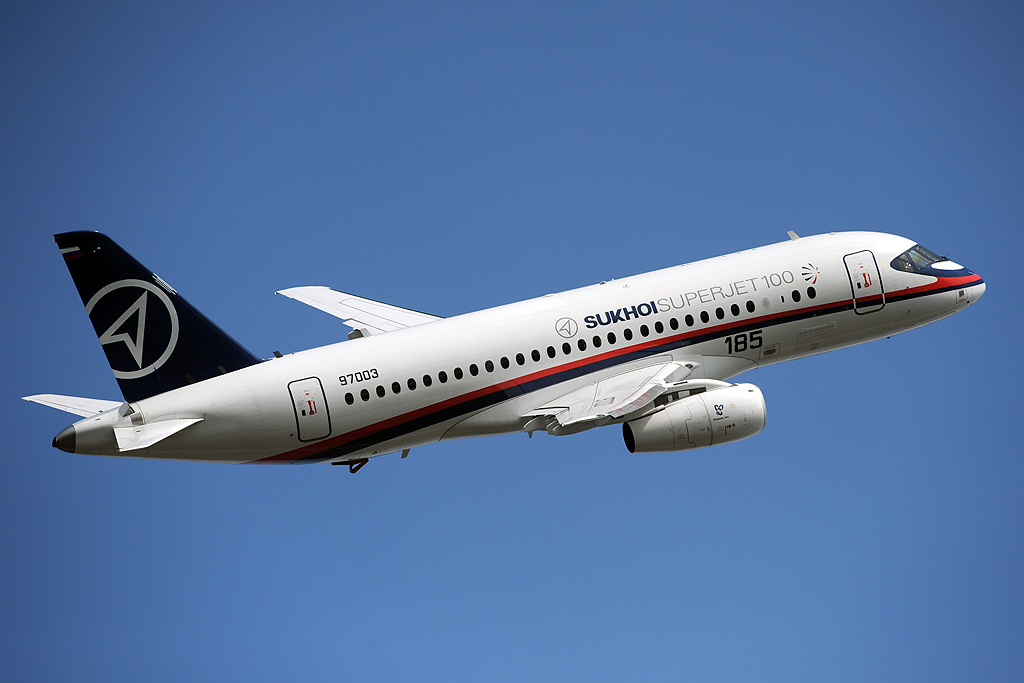
Suchoj Superjet 100

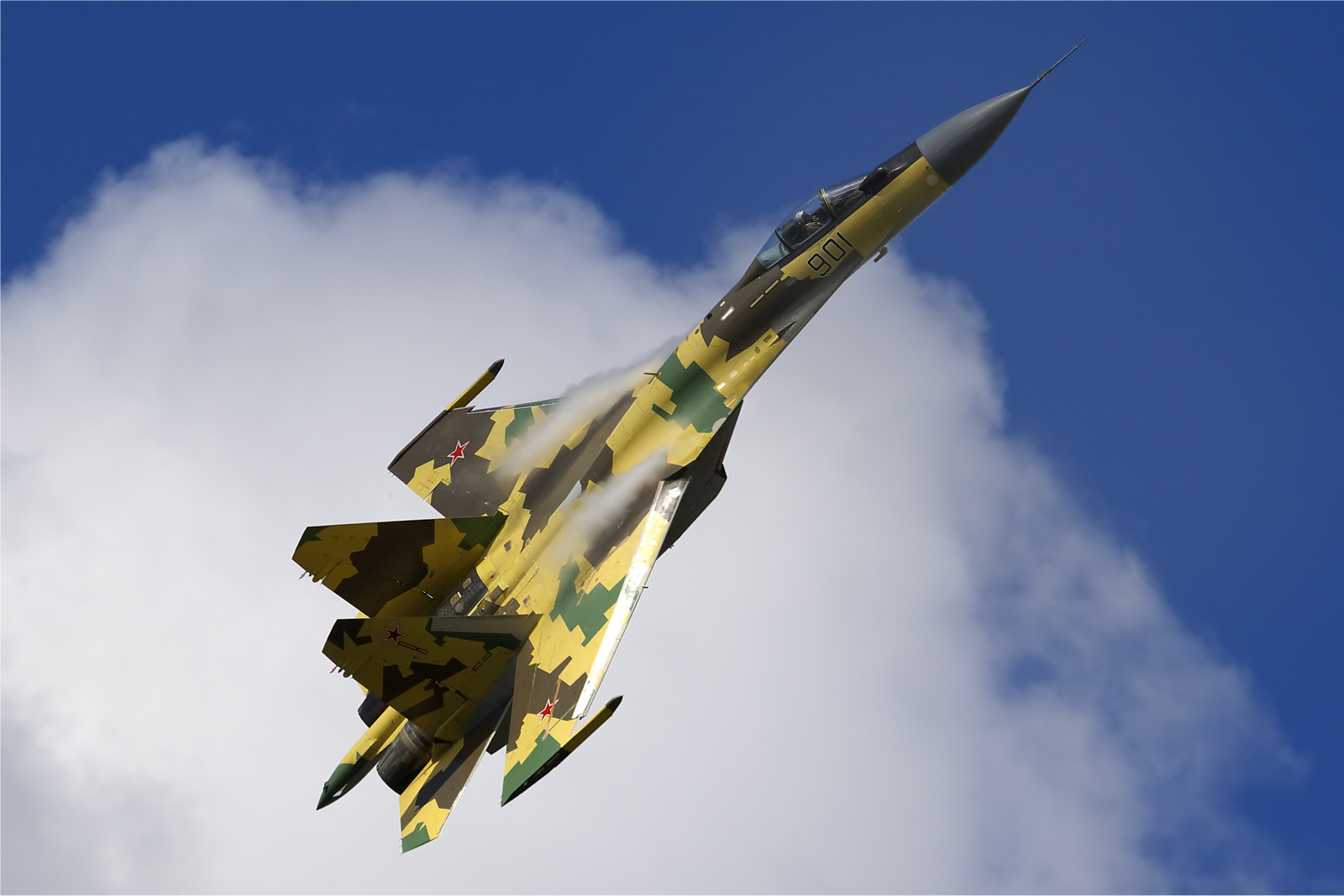
Suchoj Su-35

  - Vývojově-konstrukční kancelář Suchoj
  - Dopravní letadla Suchoj
  - Komsomolskoamurské letecké výrobní sdružení J. A. Gagarina
  - Novosibirský letecký závod V. P. Čkalova
- Ruská letecká korporace MiG
- OAK - dopravní letouny
  - Letecký komplex S. V. Iljušina
- VASO - Voroněžská akciová letecká společnost
- Iljušin finance
- Tupolev
- Kazaňské letecké výrobní sdružení S. P. Gorbunova
- Aviastar-SP
- Vědecko-výrobní korporace Irkut
  - Vývojově-konstrukční kancelář A. S. Jakovleva
- Taganrožský letecký vědecko-technický komplex G. M. Berijeva
- Finanční lesingová společnost
- Nižněnovgorodský letecký závod Sokol
- Experimentální strojírenský závod V. M. Mjasiščeva
- AeroKompozit
- Centr komplexirovanija[4]

## Výrobní a vývojový program

### Strategický program
Páteří výrobního programu v oblasti dopravních letadel by mělo být:
- MS-21
- Suchoj Superjet 100
- Iljušin Il-114

v oblasti vojenských letadel:
- Suchoj T-50
- Suchoj Su-34
- Suchoj Su-35
- MiG-29K/KUB
- Suchoj Su-30MKI
- Jakovlev Jak-130
- Jakovlev Jak-152

v oblasti nákladních letounů:
- Iljušin Il-76/476
- Iljušin Il-112
- Iljušin Il-214

### Ostatní produkce
Korporace počítá s omezeným pokračováním výroby stávajících strojů
- Antonov An-148
- Tupolev Tu-204SM
- Iljušin Il-96
- Berijev Be-200

Údaje 03/2011
| Počet vyrobených civilních letadel v jednotlivých letech | Počet vyrobených civilních letadel v jednotlivých letech | Počet vyrobených civilních letadel v jednotlivých letech | Počet vyrobených civilních letadel v jednotlivých letech | Počet vyrobených civilních letadel v jednotlivých letech | Počet vyrobených civilních letadel v jednotlivých letech | Počet vyrobených civilních letadel v jednotlivých letech | Počet vyrobených civilních letadel v jednotlivých letech | Počet vyrobených civilních letadel v jednotlivých letech |
| -------------------------------------------------------- | -------------------------------------------------------- | -------------------------------------------------------- | -------------------------------------------------------- | -------------------------------------------------------- | -------------------------------------------------------- | -------------------------------------------------------- | -------------------------------------------------------- | -------------------------------------------------------- |
| 2007                                                     | 2007                                                     | 2009                                                     | 2010                                                     | 2011                                                     | 2012                                                     | 2013                                                     | 2014                                                     | 2015                                                     |
| 6                                                        | 6                                                        | 5                                                        | 6                                                        | 7                                                        | 18                                                       | 29                                                       | 37                                                       | 32                                                       |

Těžiště produkce Sjednocené letecké korporace stále spočívá ve vojenské výrobě. Pro srovnání, v roce 2014 bylo vyrobeno 37 civilních a 161 vojenských letadel.